# Mátészalkai kistérség
A Mátészalkai kistérség kistérség Szabolcs-Szatmár-Bereg megyében, központja: Mátészalka.

## Települései
| Fábiánháza    | Fülpösdaróc  | Géberjén      | Győrtelek    | Hodász      |
| Jármi         | Kántorjánosi | Kocsord       | Mátészalka   | Mérk        |
| Nagydobos     | Nagyecsed    | Nyírcsaholy   | Nyírkáta     | Nyírmeggyes |
| Nyírparasznya | Ópályi       | Ököritófülpös | Őr           | Papos       |
| Rápolt        | Szamoskér    | Szamosszeg    | Tiborszállás | Vaja        |
| Vállaj        |              |               |              |             |

## Fekvése
A Mátészalkai kistérség Szabolcs-Szatmár-Bereg megyében található, a Nyírbátori, Baktalórántházi, Vásárosnaményi, Fehérgyarmati és Csengeri kistérség szomszédságában. 26 települést foglal magába, ezek közül Mátészalka mellett Nagyecsed és Vaja rendelkezik városi jogállással. A kistérség lakónépessége: 63 030 fő (2011.01.01.), népsűrűsége: 102 fő/km2, városlakók aránya: 42,5%. Az OECD besorolása alapján "alapvető vidéki térségnek" számít.